# Isidre Ferrer Cantal
Isidre Ferrer Cantal (Mataró, Maresme, 26 d'agost de 1935 - Mataró, Maresme, 12 de juny de 2021) fou un atleta i corredor de fons popular català.
Atleta del Maimakansu i del Laietània, després d'un inici amb la bicicleta, amb 39 anys començà a córrer. Amb poc més de 50 anys va aconseguir la millor marca personal en una marató: 2 hores i 45 minuts i 5 segons. També es va atrevir a fer 100 quilòmetres (els va fer en menys de 10 hores). En el seu palmarès, com a atleta veterà, hi ha un títol de subcampió d’Europa de la categoria M85 aconseguit el 2019 o un de triple campió espanyol en la mateixa categoria i assolit en les proves de 800, 1.500 i 5.000 metres. En els darrers anys s'havia imposat com a objectiu aconseguir participar en més de cent curses cada any. El setembre del 2019, a la Cursa de la Mercè, exercí com la lebre més llongeva de la cursa, aconseguit acabar la prova en el temps desitjat: menys d'1 hora i 10 minuts. El darrer cop que va participar en una prova atlètica va ser al Cros de Granollers, coincidint en el temps amb el reconeixement a la seva persona i a la seva carrera esportiva que l'Ajuntament de Mataró li va fer durant la 65a Nit de l'Esport, el desembre del 2020.